# Jetta Goudal
Julie Henriette Goudeket (Ámsterdam, Países Bajos, 12 de julio de 1891-Los Ángeles, Estados Unidos, 14 de enero de 1985), más conocida por el nombre artístico de Jetta Goudal, fue una actriz neerlandesa, diva del cine mudo estadounidense.

## Biografía
Nació cerca de Westertoren, la torre de una iglesia en el barrio de Jordaan, en Ámsterdam, en el seno de una rica familia judía. Sus padres fueron Geertruida Warradijn (1866-1920) y Mozes Wolf Goudeket (1860-1942), un rico tallador de diamantes. Tenía una hermana tres años mayor, llamada Bertha y un hermano más joven, Willem, que falleció a los cuatro meses de edad en 1896. Jetta comenzó su carrera en los escenarios viajado a Europa con varias compañías teatrales. Al estallar la Primera Guerra Mundial, Jetta se mudó a Nueva York. Según revista neerlandesa Nova, Jetta se describía a sí misma como una «parisina». En una hoja de información para el Departamento Público de Paramount, Jetta afirmó que nació en Versalles el 12 de julio de 1901 y que su padre era Maurice Guillaume Goudal, un ficticio abogado francés.

## Carrera
Jetta empezó a actuar en Broadway, en 1921, usando su nombre artístico. Luego de conocer al director cinematográfico Sidney Olcott, aceptó aparecer en la película Timothy's Quest (1922). En 1923, actuó en The Bright Shawl y en The Green Goddess.
Jetta apareció The Cardboard Lover (1928), producida por William Randolph Hearst y Marion Davies. En 1929, fue protagonista en Lady of the Pavements, de David Wark Griffith, y en 1930, Jacques Feyder condujo a Jetta en su única película francófona, llamada Le Spectre vert.
En reconocimiento a su actuación, fue puesta una estrella en el paseo de la fama de Hollywood.
Falleció por causas naturales el 14 de enero de 1985 a los 93 años en Nueva York. Fue enterrada junto con su esposo Harold Grieve, (fallecido en 1993) en Forest Lawn Memorial Park, Glendale.